# Stardust (casino)
Pour les articles homonymes, voir Stardust.
Le Stardust désigne un ancien complexe touristique, hôtel et casino situé sur le Strip de Las Vegas, aux États-Unis. Il était érigé entre le New Frontier et l'ancien Westward Ho. 
L'hôtel comptait 2 340 chambres et atteignait 109 mètres de hauteur sur 32 étages. 
Propriété de la Boyd Gaming Corporation.
Fermé en 2006, il a été réduit en poussière le 13 mars 2007 vers  2 heures 30 du matin.
L'implosion fut précédée d'un feu d'artifice tiré depuis l'hôtel.

## Histoire
Le Stardust ouvre ses portes le 2 juillet 1958, et revendique de ce fait être l'un des plus vieux hôtels-casinos du Strip. Son promoteur était Tony Cornero, un ancien trafiquant d’alcool, mort en 1955, trois ans avant l’ouverture. À cette époque, le Stardust devient le plus grand casino du Nevada et offrait la plus grande piscine de l'État.
Dans les années 1970, le Stardust est dirigé par Frank Rosenthal dit « le gaucher » et ses associés, pour le compte de la mafia de Chicago. Rosenthal est finalement interdit d’exploiter un casino en 1976 et inscrit sur la liste noire de la commission des jeux du Nevada en 1988. Cette période est évoquée dans le film Casino, sorti en 1995 et réalisé par Martin Scorsese, avec Robert De Niro dans le rôle de Frank Rosenthal. Le Stardust est alors renommé le Tangiers.
En 1999, Wayne Newton signe un engagement de dix ans avec le Stardust, pour un montant de 25 000 000 $ par an, le plus gros contrat de ce type pour l'époque à Las Vegas. Newton arrête une date à la fin avril 2005 pour son dernier show, soit après moins de six ans de prestations. Il est remplacé par George Carlin.
Le 22 juin 2006, l'administration du Stardust annonce qu’elle n’accepte plus aucune réservation au-delà du 1er novembre 2006, date à laquelle l'établissement ferme ses portes.
Les 25 hectares de terrain qu’occupe le complexe doivent servir à l'édification d'Echelon Place, un projet de quatre milliards de dollars (USD) dont les travaux débutent en 2007, mais sont suspendus depuis. 
Quelques statistiques
- Casino de 7900 m² (85000 pi²)

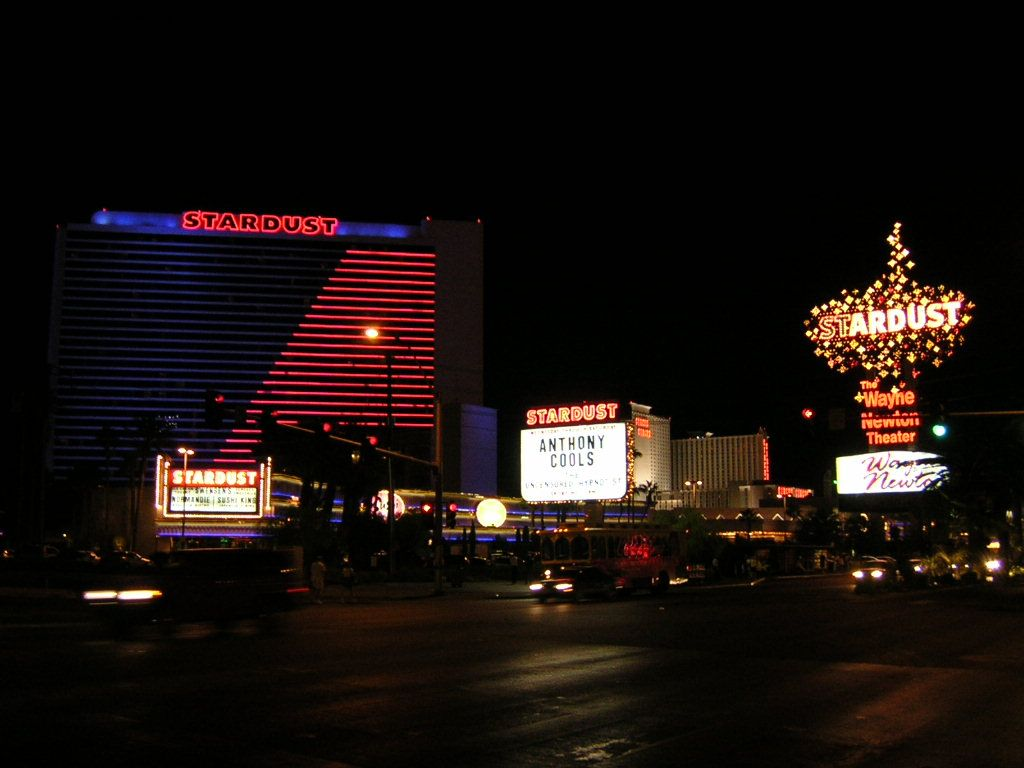
Le Stardust illuminé, la nuit.

- Centre de conférence et de réception de 2300 m² (25000 pi²)
- 9 restaurants
- Centre d'exposition de 3800 m² (40500 pi²)
- Boutiques
- Spa
- Piscines
- Chapelle de mariage